# Augochlorella meridionalis
Augochlorella meridionalis är en biart som beskrevs av Luci B. N. Coelho 2004. Augochlorella meridionalis ingår i släktet Augochlorella och familjen vägbin. Inga underarter finns listade.